# António Henriques Morato
António Henriques Morato   (Lisboa, 20 de març de 1937 - 19 de juny de 2025) va ser un futbolista portuguès que va jugar com a defensa.

## Biografia
Nascut a Lisboa, Morato va passar set temporades a la Primeira Liga amb el club local Sporting CP. La temporada 1961–62 va contribuir amb 21 aparicions per ajudar l'equip a guanyar el campionat nacional, l'únic en la seva carrera. A la màxima divisió, Morato també va representar el Vitória FC i el Lusitano GC. Es va jubilar l'any 1968, als 31 anys.
L'únic partit de Morato per a la selecció portuguesa va arribar el 8 d'octubre de 1961, en una derrota per 4-2 fora de casa contra Luxemburg per a les eliminatòries de la Copa del Món de la FIFA de 1962.
El fill de Morato, també anomenat António, també era un futbolista internacional.